# Pirri (futbolista)
José Martínez Sánchez (Ceuta, 11 de marzo de 1945, aunque él mismo dice que debió de ser el 7 de marzo),[cita requerida] más conocido como Pirri, es un exfutbolista español y jugador histórico del Real Madrid Club de Fútbol. Destacado centrocampista que desempeñaba también funciones de líbero, desarrolló casi toda su carrera en el club madrileño, del que es su noveno jugador histórico con más goles anotados y más encuentros disputados (en el momento de su retirada era el cuarto máximo goleador histórico y el segundo jugador con más partidos disputados del club).
Fue el primer jugador al que el entonces máximo dirigente madridista Santiago Bernabéu impuso la «la Laureada» del club, galardonado por los hechos acontecidos con motivo de la disputa de la final de la Copa del Generalísimo de 1968. Pirri disputó el encuentro con una alta fiebre tifoidea manifestada la noche anterior, a lo que se sumó durante el transcurso del partido una rotura de la clavícula en el minuto diez. En tales condiciones aguantó toda la final, por lo que el presidente blanco le condecoró con dicho reconocimiento.
Es doctorado en medicina, y formó parte del cuerpo médico del club madridista en los años 1980 y 1990, para después ser su secretario técnico, y finalmente director deportivo hasta el año 2000. Casado con la actriz española Sonia Bruno, su hijo Daniel, más conocido como Dani Pirri, fue fisioterapeuta del club madrileño.
Actualmente es el presidente de Honor del Real Madrid.

## Trayectoria
Como futbolista, se inició en el Club Atlético de Ceuta donde permaneció una temporada hasta cumplir los dieciocho años. Posteriormente se trasladó a Granada para iniciar sus estudios de Medicina. Se incorporó entonces al Granada Club de Fútbol donde disputó una temporada en la Segunda División. Sus actuaciones hicieron que clubes como el Real Club Deportivo Español o el Real Madrid Club de Fútbol se fijasen en él.

### Real Madrid C. F.
Tras el verano de 1964 se incorporó finalmente al Real Madrid Club de Fútbol, donde debutó sustituyendo a Ferenc Puskás en un partido frente al Fútbol Club Barcelona el 8 de noviembre, cuando sólo contaba diecinueve años. Permaneció en el Real hasta 1980, destacando durante estos años por su entrega y sacrificio; llegó incluso a jugar una final de la Recopa de Europa contra el Chelsea Football Club en la edición de 1970-71 con el brazo en cabestrillo, por una fractura de clavícula, y en 1975 una final de Copa de España con la clavícula rota. Por todo ello, recibió la primera Laureada, máxima distinción concedida por el Real Madrid a sus futbolistas —y que ostentan únicamente dos jugadores en toda la historia del club: Pirri y Goyo Benito—. El que entonces era presidente del club, don Santiago Bernabéu, se la concedió por un hecho puntual, como relató el propio jugador:

"El día antes de la final estaba en la cama con mucha fiebre. Los médicos decían que no podía jugar. Amanecí con cuarenta de fiebre, pero decidí jugar esa final contra el Barcelona. En el minuto diez de partido tuve la mala suerte de romperme la clavícula. Jugué todo el partido con fiebre y la clavícula rota. Esto me lo premió luego el presidente, Bernabéu. El once de julio de 1968, un mes después de esa final, entró al vestuario para entregarme la insignia, la Laureada. No fue, como muchos piensan, por jugar con el partido de desempate de una final de la Recopa con el Chelsea con el brazo roto. Esto fue en Atenas. Me rompí el radio y jugué. Pero no me la dieron por este partido. Fue por esa final contra el Barcelona del Generalísimo".
José Martínez "Pirri". Madrid.

Totalizó 561 partidos y 172 goles con el Real Madrid Club de Fútbol antes de poner rumbo a México.
El 17 de julio de 2023 fue nombrado presidente de Honor del Real Madrid después del fallecimiento de Amancio Amaro.

### Últimos años en México
En 1980 se incorporó al Puebla Fútbol Club de México, donde jugó dos temporadas hasta que finalizó sus estudios de Medicina y finalmente retirarse como futbolista profesional el 12 de agosto de 1982. Pese a ello, las facilidades del país para estudiar medicina deportiva, especialidad de Pirri, permitieron que fichase por el Club de Fútbol Oaxtepec junto a su entonces compañero Juan Manuel Asensi. Firmado por una temporada, únicamente permaneció un par de meses más en el país hasta finalmente retornar a España, decidido a poner fin a sus estudios.

## Vida personal y laboral
Casado desde 1969 con la actriz Sonia Bruno, de regreso a Madrid y tras reconocimientos y homenajes por su trayectoria deportiva, se incorporó, ya doctorado, al cuerpo médico de la entidad madridista. En él perteneció durante trece años, hasta 1996, para ser nombrado entonces secretario técnico del club, y posteriormente, en el año 2000, director deportivo de manera efímera hasta la llegada de Florentino Pérez a la presidencia en el mes de septiembre de ese mismo año y el nombramiento en dicho puesto de Jorge Valdano. Tras su salida del club, un documento denominado después como el «Informe Pirri» causó gran revuelo al trascender a la opinión pública por medio del diario As. Este planificaba la temporada 2000-01, y en él ofrecía un informe profesional detallado sobre parte de los integrantes de la primera plantilla como parte de la configuración del futuro inmediato del club. La crudeza y profesionalidad del mismo fueron los objetos polémicos del mismo, que sin embargo años después, demostraron su acierto.
Desde el 25 de febrero de 2009, colabora con Radio Nacional de España como comentarista en el programa Tablero Deportivo.

## Selección nacional
Internacional absoluto con la selección española, disputó un total de 41 partidos desde su debut el 13 de julio de 1966 frente a la selección argentina en Birmingham (Inglaterra), donde anotó su primer gol con la selección. El partido correspondía a la Copa Mundial de Inglaterra 1966, donde disputó otro partido más. Destacan otros dos partidos en Copa del Mundo, correspondientes a la edición de Argentina 1978.
Su último partido como internacional fue el España 1 - 0 Suecia, jugado el 11 de junio de 1978 en Buenos Aires (Argentina).

## Estadísticas

### Clubes
Actualizado a fin de carrera deportiva.
Antes de su estancia en Granada militó en el Club Atlético de Ceuta, mientras que en 1982, previo a su retirada, ingresó brevemente en el Club de Fútbol Oaxtepec pero decidió cancelar su estadía para poner fin a sus estudios de medicina y emprender su carrera laboral como médico.
| Granada C. F. | 1963-64       | 2.ª           | 21  | 12  | 1  | —  | —  | —  | 22  | 12  | 0.55 |
| Total club | Total club    | Total club    | 21  | 12  | 1  | 0  | 0  | 0  | 22  | 12  | 0.55 |
| Real Madrid C. F. | 1964-65       | 1.ª           | 21  | 9   | 3  | 1  | 4  | —  | 27  | 10  | 0.37 |
| Real Madrid C. F. | 1965-66       | 1.ª           | 28  | 7   | 4  | 1  | 9  | 3  | 41  | 11  | 0.27 |
| Real Madrid C. F. | 1966-67       | 1.ª           | 27  | 7   | 4  | 2  | 6  | 1  | 37  | 10  | 0.27 |
| Real Madrid C. F. | 1967-68       | 1.ª           | 28  | 10  | 5  | —  | 8  | 3  | 40  | 13  | 0.33 |
| Real Madrid C. F. | 1968-69       | 1.ª           | 17  | 3   | 2  | —  | 3  | 4  | 22  | 7   | 0.32 |
| Real Madrid C. F. | 1969-70       | 1.ª           | 26  | 3   | 9  | 2  | 3  | 1  | 38  | 6   | 0.16 |
| Real Madrid C. F. | 1970-71       | 1.ª           | 29  | 13  | 2  | 1  | 10 | 2  | 41  | 16  | 0.39 |
| Real Madrid C. F. | 1971-72       | 1.ª           | 23  | 11  | 5  | 3  | 2  | —  | 30  | 14  | 0.47 |
| Real Madrid C. F. | 1972-73       | 1.ª           | 25  | 8   | 2  | —  | 7  | 1  | 34  | 9   | 0.26 |
| Real Madrid C. F. | 1973-74       | 1.ª           | 28  | 7   | 7  | 4  | 2  | —  | 37  | 11  | 0.30 |
| Real Madrid C. F. | 1974-75       | 1.ª           | 20  | 7   | 6  | 3  | 4  | 3  | 30  | 13  | 0.43 |
| Real Madrid C. F. | 1975-76       | 1.ª           | 31  | 13  | 2  | —  | 7  | 3  | 40  | 16  | 0.40 |
| Real Madrid C. F. | 1976-77       | 1.ª           | 31  | 11  | 2  | 2  | 3  | 1  | 36  | 14  | 0.39 |
| Real Madrid C. F. | 1977-78       | 1.ª           | 26  | 7   | 2  | 4  | —  | —  | 28  | 11  | 0.39 |
| Real Madrid C. F. | 1978-79       | 1.ª           | 25  | 5   | 8  | 3  | 4  | 1  | 37  | 8   | 0.22 |
| Real Madrid C. F. | 1979-80       | 1.ª           | 27  | 2   | 4  | —  | 5  | —  | 36  | 2   | 0.06 |
| Total club | Total club    | Total club    | 417 | 123 | 67 | 26 | 77 | 23 | 561 | 172 | 0.31 |
| Puebla F. C. | 1980-81       | 1.ª           | ?   | 9   | —  | —  | —  | —  | ?   | 9   | ?    |
| Puebla F. C. | 1981-82       | 1.ª           | ?   | 9   | —  | —  | —  | —  | ?   | 9   | ?    |
| Total club | Total club    | Total club    | 56  | 18  | 0  | 0  | 0  | 0  | 56  | 18  | 0.32 |
| Total carrera | Total carrera | Total carrera | 494 | 153 | 68 | 26 | 77 | 23 | 639 | 202 | 0.32 |
| (1) Incluye datos de la Copa de España (1963-80). (2) Incluye datos de la Copa de Europa (1964-80); Copa Intercontinental (1966); Copa UEFA (1971-74); Recopa de Europa (1970-75). (3) No incluye goles en partidos amistosos. |               |               |     |     |    |    |    |    |     |     |      |

### Selecciones
| Absoluta · España | 1965–66 | 2  | 1  |
| Absoluta · España | 1966–67 | 3  | 1  |
| Absoluta · España | 1967–68 | 5  | 1  |
| Absoluta · España | 1968–69 | 3  | 1  |
| Absoluta · España | 1969–70 | 1  | 1  |
| Absoluta · España | 1970–71 | 4  | 5  |
| Absoluta · España | 1971–72 | 1  | 2  |
| Absoluta · España | 1972–73 | 4  | -  |
| Absoluta · España | 1973–74 | 1  | -  |
| Absoluta · España | 1974–75 | 2  | 1  |
| Absoluta · España | 1975–76 | 3  | 1  |
| Absoluta · España | 1976–77 | 4  | 1  |
| Absoluta · España | 1977–78 | 8  | 1  |
| Total             | Total   | 41 | 16 |

#### Participaciones en fases finales
- Copa Mundial de Fútbol de 1966
- Copa Mundial de Fútbol de 1978

## Palmarés y distinciones
Le fue otorgada la primera Laureada del Real Madrid Club de Fútbol.

### Títulos nacionales
| Título             | Club              | Año  |
| ------------------ | ----------------- | ---- |
| Campeonato de Liga | Real Madrid C. F. | 1965 |
| Campeonato de Liga | Real Madrid C. F. | 1967 |
| Campeonato de Liga | Real Madrid C. F. | 1968 |
| Campeonato de Liga | Real Madrid C. F. | 1969 |
| Copa               | Real Madrid C. F. | 1970 |
| Campeonato de Liga | Real Madrid C. F. | 1972 |
| Copa               | Real Madrid C. F. | 1974 |
| Campeonato de Liga | Real Madrid C. F. | 1975 |
| Copa               | Real Madrid C. F. | 1975 |
| Campeonato de Liga | Real Madrid C. F. | 1976 |
| Campeonato de Liga | Real Madrid C. F. | 1978 |
| Campeonato de Liga | Real Madrid C. F. | 1979 |
| Campeonato de Liga | Real Madrid C. F. | 1980 |
| Copa               | Real Madrid C. F. | 1980 |

### Títulos internacionales
| Título         | Equipo            | Año     |
| -------------- | ----------------- | ------- |
| Copa de Europa | Real Madrid C. F. | 1965-66 |